# Józef Malina
Józef Malina (ur. 31 maja 1931 w Marklowicach Górnych, zm. 1 sierpnia 2007) – polski górnik i działacz partyjny, poseł na Sejm PRL VI kadencji.

## Życiorys
Uzyskał wykształcenie średnie niepełne. Był górnikiem kolejno: w kopalni w Karwinie (1947–1949), w kopalni „Silesia” w Czechowicach (1949–1953), w kopalni „Barbara-Wyzwolenie” w Chorzowie (1957–1965) oraz w kopalni „1 Maja” w Wilchwach (od 1965).
W 1954 został członkiem Związku Młodzieży Polskiej, a w 1957 Polskiej Zjednoczonej Partii Robotniczej. Był delegatem na VI zjazd partii. Zasiadał w Powiatowej Radzie Narodowej w Wodzisławiu Śląskim. W 1972 uzyskał mandat posła na Sejm PRL w okręgu Rybnik. Zasiadał w Komisji Gospodarki Morskiej i Żeglugi oraz w Komisji Górnictwa, Energetyki i Chemii.
Pochowany na cmentarzu komunalnym w Wodzisławiu Śląskim.

## Odznaczenia
- Brązowy Krzyż Zasługi